# Metopocoilus
Metopocoilus is een kevergeslacht uit de familie van de boktorren (Cerambycidae). De wetenschappelijke naam van het geslacht werd voor het eerst geldig gepubliceerd in 1832 door Audinet-Serville.

## Soorten
Metopocoilus omvat de volgende soorten:
- Metopocoilus corumbaensis Lane, 1956
- Metopocoilus giganteus Nonfried, 1894
- Metopocoilus longissimum (Tippmann, 1953)
- Metopocoilus maculicollis Audinet-Serville, 1832
- Metopocoilus picticornis Melzer, 1923
- Metopocoilus quadrispinosus (Buquet, 1860)
- Metopocoilus rojasi Sallé, 1853